# Deutsche Hugenotten-Gesellschaft
Die Deutsche Hugenotten-Gesellschaft (DHG) ist ein eingetragener Verein, der 1890 zur hugenottischen Traditionspflege in Deutschland als Deutscher Hugenotten-Verein gegründet wurde.

## Geschichte

Henri Tollin, 1833–1902, frz.-ref. Pfarrer in Magdeburg, Gründer des Deutschen Hugenotten-Vereins

Jochen Desel (links) übergibt das Amt des Präsidenten am 19. September 1999 an Andreas Flick

Es war vor allem der Initiative des Predigers der Französisch-Reformierten Kirchengemeinde Magdeburgs, Henri Tollin (1833–1902) und des Berliner Amtsrichters Richard Béringuier (1854–1916) zu verdanken, dass am 29. September 1890 in Friedrichsdorf am Taunus der Deutsche Hugenotten-Verein (DHV) gegründet werden konnte. 1998 erfolgte die Umbenennung in Deutsche Hugenotten-Gesellschaft e. V. (DHG).
Der Verein sollte die Ende des 19. Jahrhunderts noch zahlreich vorhandenen französisch-reformierten Kirchengemeinden im deutschen Refuge in ihrer Arbeit unterstützen und den einzelnen Hugenottennachkommen die hugenottische Tradition verdeutlichen. Dazu dienten vor allem die Geschichtsblätter, die Henri Tollin und seine Nachfolger als Schriftleiter 1892 beginnend in unregelmäßigen Abständen herausgaben.
Die Mitgliederzahl des neu gegründeten Vereins entwickelte sich von anfangs 26 Personen und Institutionen bis 490 im Jahr 1899. Nach dem Ende des Ersten Weltkriegs übernahm der Hugenottennachkomme Leopold Cordier (1887–1939) den Vereinsvorsitz. Als Gießener Theologieprofessor widmete er sich besonders theologischen Fragen und der Aktivierung des hugenottischen Glaubensguts. So verdanken wir ihm u. a. ein hugenottisches Liederbuch und eine Abhandlung Was verlor Frankreich mit den Hugenotten? In der Zeit des Nationalsozialismus gehörte er als Regime-Gegner der Bekennenden Kirche an. Es gab jedoch auch Mitglieder des Hugenotten-Vereins, die ein offenes Ohr für die Parolen des Nationalsozialismus hatten.
Der Zweite Weltkrieg und die darauf folgende deutsche Teilung in Besatzungszonen brachte die Vereinstätigkeit vollständig zum Erliegen. Es ist vor allem dem Flensburger Vereinsmitglied Richard Fouquet (1880–1965) zu verdanken, dass die Deutsche Hugenotten-Gesellschaft 1950 in Friedrichsdorf am Taunus praktisch neu gegründet werden konnte. Der Journalist Emil Constantin Privat (1900–1976) wurde Vorsitzender und Richard Fouquet sein Stellvertreter. Beide bemühten sich in der Phase nach der Neugründung um Völkerverständigung und Freundschaft mit den französischen Hugenotten, Privat hatte während des Zweiten Weltkriegs in seiner Eigenschaft als Chefredakteur der Deutschen Zeitung in den Niederlanden u. a. herablassend über de Gaulle geschrieben. 1955 konnte der Verein schon wieder 431 Mitglieder verzeichnen.
Als Oberstleutnant a. D. Friedrich Centurier (1916–1984) 1971 in Berlin zum Präsidenten der Deutsche Hugenotten-Gesellschaft gewählt wurde, widmete er sich intensiv und erfolgreich der Mitgliederwerbung und konnte bereits 1973 auf dem Hugenottentag in Landau/Pfalz mit Genugtuung „ein erstaunliches Wachstum des Vereins“ konstatieren, der zu diesem Zeitpunkt ca. 1.200 Mitglieder hatte.
Auf dem Hugenottentag in Kassel 1985 im Jahr des Gedenkens an die Flucht der Hugenotten nach dem Erlass des Edikts von Fontainebleau durch Ludwig XIV. und ihrer Aufnahme in deutschen Territorien wurde Dekan Jochen Desel (1929–2023) zum Präsidenten gewählt.
In seiner Amtszeit setzte er sich für die Unterstützung Notleidender in Afrika im Geist hugenottischer Diakonie ein. Die vom Vorstandsmitglied Hans W. Wagner aus Kassel geleitete „Aktion Hugenotten helfen“ institutionalisierte die Hilfsmaßnahmen.
Das besondere Anliegen Desels war die Etablierung des Vereins an einem festen Standort. 1989 gelang es, in der Hugenottenstadt Bad Karlshafen an der Weser, mit der Hilfe öffentlicher Mittel eine ehemalige Tabakfabrik zu renovieren und mit einem Festvortrag des Göttinger Professors Rudolf von Thadden als Deutsches Hugenotten-Zentrum zu eröffnen. In dem dreistöckigen Gebäude fanden die Geschäftsstelle der Gesellschaft, eine hugenottische Fachbibliothek und eine genealogische Forschungsstelle genügend Platz. In zwei Etagen wurde das Deutsche Hugenotten-Museum eröffnet, dessen ehrenamtlicher Museumsleiter Jochen Desel wurde.
Der jetzige amtierende Präsident der Deutsche Hugenotten-Gesellschaft, Pastor Andreas Flick aus Celle, begann seine Tätigkeit nach seiner Wahl durch die Mitgliederversammlung 1999 in Bad Karlshafen. Er hat die Aufgabe zu bewältigen, in Zeiten, die in vieler Beziehung für Vereine schwieriger geworden sind. Er bemüht sich, die reformierte Glaubenshaltung der Hugenotten in einer sich schnell veränderten Welt zu verdeutlichen und verständlich zu machen. Als Herausgeber der Zeitschrift Hugenotten erreicht er mit modernem Layout und gezielter Auswahl der Artikel Mitglieder und Nichtmitglieder. Daneben baut er die Kontakte aus zum universitären Bereich und zu ausländischen Hugenotten-Gesellschaften.

## Grundsätze
Der Vereinszweck ist unter anderem:
- Bewahrung und Förderung der hugenottischen Tradition in Deutschland
- Erforschung der Geschichte, Theologie und Genealogie der Hugenotten
- Vertiefung der deutsch-französischen Freundschaft
- Zusammenarbeit mit hugenottischen Einrichtungen und Gemeinden im In- und Ausland
- Hilfeleistung für Arme und Flüchtlinge (Diakonie)
- Förderung der Verständigung zwischen den Völkern, Nationen und Religionen im Geiste gegenseitiger Achtung und Toleranz

## Präsidenten
- 1890–1902 Henri Tollin, Magdeburg
- 1902–1922 Charles Correvon, Frankfurt am Main
- 1923–1935 Leopold Cordier, Gießen
- 1936–1937 Peter Lorenz, Berlin
- 1937–1945 Albert Freiherr Dufour von Feronce, Berlin
- 1950–1971 Emil Constantin Privat, Journalist, Bad Godesberg
- 1971–1984 Friedrich Centurier, Göttingen
- 1985–1999 Jochen Desel, Hofgeismar
- seit 1999 Andreas Flick, Celle

## Bibliothek

Mitgliederzeitschrift der Deutschen Hugenotten-Gesellschaft

Als Spezialbibliothek werden Publikationen zu hugenottischen Themen und zur reformierten Tradition gesammelt. Die Altbibliothek des Vereins konnte nach der Wiedervereinigung von Berlin nach Bad Karlshafen überführt und in die Karlshafener Bestände integriert werden. Zur Bibliothek gehört eine internationale Zeitschriften- und Aufsatzsammlung, die u. a. von Studierenden der Universität Göttingen und Kassel benutzt wird. Derzeit werden 12.000 Medien vorgehalten. Der Bibliothek ist das Archiv angeschlossen mit Nachlässen von Mitgliedern, Text- und Bildbeständen, die zum Teil noch erschlossen werden müssen.

## Genealogische Forschungsstelle
Im Deutschen Hugenotten-Zentrum befindet sich eine genealogische Forschungsstelle, die insbesondere von Hugenottennachkommen auf der Suche nach ihren Vorfahren benutzt wird. Ein genealogischer Arbeitskreis der Gesellschaft unter der Leitung des Vorstandsmitgliedes Dierk Loyal beantwortet genealogische Anfragen und baut die hugenottische Datenbank aus, in der bisher ca. 300.000 Datensätze Aufnahme fanden.
In Bad Karlshafen sind Kopien fast aller französisch-reformierten Kirchenbücher aus dem deutschen Refuge vorhanden, deren Digitalisierung in Angriff genommen wurde.

## Verlag
Die Deutsche Hugenotten-Gesellschaft hat einen eigenen Verlag, der von der Geschäftsstelle in Bad Karlshafen betreut wird. Es werden folgende Publikationen veröffentlicht:
- Hugenotten. Mitgliederzeitschrift, die vierteljährlich erscheint. Die Zeitschrift wurde 1929 als Der Deutsche Hugenott begründet und 1998 in Hugenotten umbenannt.
- Geschichtsblätter der Deutsche Hugenotten-Gesellschaft. Bisher sind 49 Bände erschienen, die sich unterschiedlichen Themen aus den Bereichen der hugenottischen Geschichte und Theologie widmen.
- Tagungsschriften der Deutschen Hugenottentage. Es sind von 1968 bis 2005 vierzehn Bände erschienen.

Frühere Publikationen sind:
- Geschichtsblätter des Deutschen Hugenotten-Vereins, 1890 bis 1995 erschienen

## Hugenottentage

Plakat zum 34. Hugenottentag 1985 in Kassel

Medaille (Vorderseite) zum 100-jährigen Jubiläum Des Deutschen Hugenotten-Vereins 1990; Entwurf von Viktor Huster

Medaille (Rückseite) zum 100-jährigen Jubiläum Des Deutschen Hugenotten-Vereins 1990; Entwurf von Viktor Huster

Plakat zum 35. Hugenottentag in Zweibrücken und Metz 1987

In zweijährigen Abständen finden Hugenottentage in den Hugenottenorten des deutschen Refuge statt.
| Ort                       | Jahr | Besonderheiten                                  |
| ------------------------- | ---- | ----------------------------------------------- |
| 1. Friedrichsdorf/Taunus  | 1890 | Gründungsversammlung                            |
| 2. Berlin                 | 1892 |                                                 |
| 3. Maulbronn              | 1894 |                                                 |
| 4. Berlin                 | 1897 |                                                 |
| 5. Frankfurt am Main      | 1899 |                                                 |
| 6. Kassel                 | 1902 |                                                 |
| 7. Bückeburg              | 1905 |                                                 |
| 8. Friedrichsdorf/Taunus  | 1909 |                                                 |
| 9. Rohrbach/Hessen        | 1913 |                                                 |
| 10. Friedrichsdorf/Taunus | 1925 |                                                 |
| 11. Berlin                | 1926 |                                                 |
| 12. Stuttgart             | 1927 |                                                 |
| 13. Magdeburg             | 1928 |                                                 |
| 14. Hanau                 | 1929 |                                                 |
| 15. Erlangen              | 1930 | 40-jähriges Jubiläum                            |
| 16. Walldorf/Hessen       | 1932 |                                                 |
| 17. Königsberg (Preußen)  | 1933 | aus politischen Gründen ausgefallen             |
| 18. Magdeburg             | 1934 |                                                 |
| 19. Berlin                | 1937 |                                                 |
| 20. Stettin               | 1938 |                                                 |
| 21. Friedrichsdorf/Taunus | 1950 | 60-jähriges Jubiläum                            |
| 22. Neu-Isenburg          | 1955 |                                                 |
| 23. Heidelberg            | 1957 |                                                 |
| 24. Marburg               | 1959 |                                                 |
| 25. Bad Karlshafen/Weser  | 1963 |                                                 |
| 26. Friedrichsdorf/Taunus | 1965 | 75-jähriges Jubiläum                            |
| 27. Kassel                | 1968 |                                                 |
| 28. Berlin                | 1971 |                                                 |
| 29. Landau in der Pfalz   | 1973 |                                                 |
| 30. Hamburg               | 1976 |                                                 |
| 31. Erlangen              | 1979 |                                                 |
| 32. Hanau                 | 1981 |                                                 |
| 33. Bad Karlshafen        | 1983 |                                                 |
| 34. Kassel                | 1985 |                                                 |
| 35. Zweibrücken u. Metz   | 1987 |                                                 |
| 36. Friedrichsdorf/Taunus | 1990 | 100-jähriges Jubiläum                           |
| 37. Berlin                | 1992 | 1. Gesamtdeutscher Hugenottentag nach der Wende |
| 38. Celle                 | 1994 |                                                 |
| 39. Ludweiler/Saarbrücken | 1996 |                                                 |
| 40. Dresden               | 1998 |                                                 |
| 41. Offenbach am Main     | 1999 |                                                 |
| 42. Neu-Isenburg          | 2001 |                                                 |
| 43. Emden                 | 2003 |                                                 |
| 44. Schwedt/Oder          | 2005 |                                                 |
| 45. Hamburg               | 2007 |                                                 |
| 46. Frankenthal (Pfalz)   | 2009 |                                                 |
| 47. Kassel                | 2010 | 300 Jahre Karlskirche                           |
| 48. Mannheim              | 2013 |                                                 |
| 49. Bad Karlshafen        | 2015 | 125-jähriges Jubiläum                           |